# Čokori
Čokori (en serbe cyrillique : Чокори) est un village de Bosnie-Herzégovine. Il est situé sur le territoire de la ville de Banja Luka et dans la république serbe de Bosnie. Selon les premiers résultats du recensement bosnien de 2013, il compte 219 habitants.

## Géographie
Le village est situé au bord de la rivière Surtolija.

## Démographie

### Évolution historique de la population dans la localité
| 1948 | 1953 | 1961 | 1971 | 1981 | 1991 | 2013 |
| ---- | ---- | ---- | ---- | ---- | ---- | ---- |
| -    | -    | 472  | 336  | 268  | 182  | 219  |

|  |